# Buckhead Cycling Course

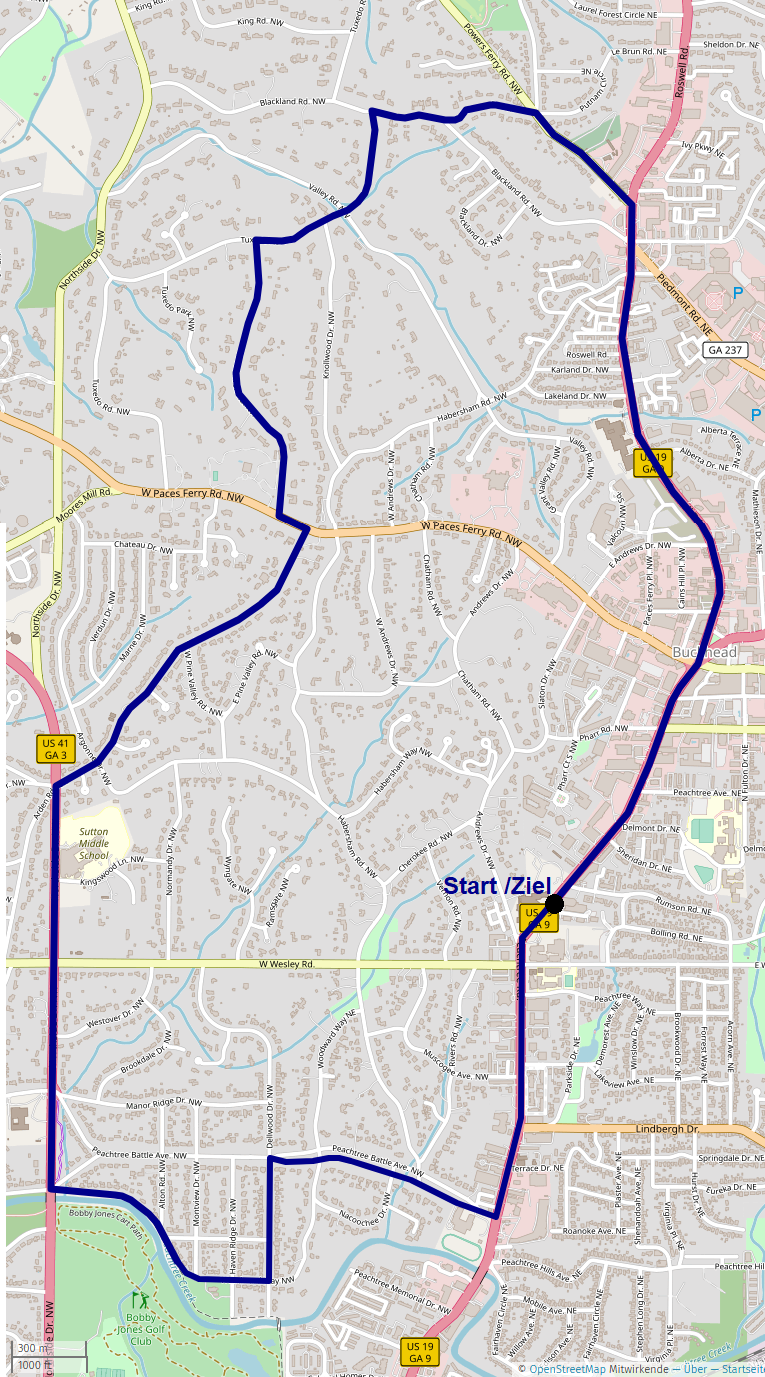
Streckenverlauf des Buckhead Cycling Course

Der Buckhead Cycling Course war ein Rundkurs für die Wettbewerbe im Straßenradsport bei den Olympischen Sommerspielen 1996 in Atlanta.

## Streckenverlauf
Eine Runde auf dem Buckhead Cycling Course war insgesamt 13,05 km lang und wies 175,87 Höhenmeter auf. Beim Straßenrennen der Männer mussten die Athleten insgesamt 17 Runden absolvieren, was eine Gesamtdistanz von 221,85 km ergab. Für das Straßenrennen der Frauen betrug die Rundenanzahl 8, wodurch das Rennen insgesamt 104,40 km lang war. Im Einzelzeitfahren starteten die Athleten immer in einem Abstand von 90 Sekunden, dabei mussten die Männer den Kurs viermal (52,2 km) und die Frauen zweimal (26,1 km) durchfahren.
Der Start und das Ziel befanden sich auf dem U.S. Highway 19 auf der Peachtree Road Northwest auf Höhe der Cathedral of Saint Philip im Distrikt Buckhead. Von dort aus verlief der Kurs mit einer leichten Steigung in Richtung Norden und bog am Buckhead Triangle Park links in die Roswell Road ab. Auf dieser ging es zunächst bergab ehe der erste Anstieg mit einer Steigung von bis zu 5,4 % folgte und der Kurs erneut links drehte und die Athleten in die Powers Ferry Road abbogen. Von dort ging es weiter bergab auf der Blackland Road und der Tuxedo Road. Es folgte nun auf der Woodhaven Road der mit bis zu 12 % Steigung steilste Anstieg des Rundkurses. Die Athleten folgten der Straße für circa einem Kilometer und fuhren am Ende der Straße über die West Paces Ferry Road NW auf die Arden Road, der sie für circa 1,4 km folgten. Nun ging für circa 1,6 km über den U.S. Highway 41 in Richtung Süden. Vor dem Ufer des Peachtree Creek drehte der Kurs erneut nach links, wo die Fahrer am Fluss entlang auf dem Woodward Way fuhren. Es folgten kurze Zeit später zwei kürzere Anstiege auf dem Dellwood Drive NW in Richtung Norden und kurz darauf auf der Peachtree Battle Avenue NW in Richtung Osten. Nun kehrte der Kurs für die letzten 1,3 km auf den U.S. Highway 19 zurück und der Kurs hatte bis zum Start- und Zielpunktes des Kurses eine leichte Steigung.
Während den Rennen kamen sehr viele Zuschauer an die Strecke oder wohnten diesen aus ihren Gärten entlang der Strecke heraus bei. Die Häuser wurden mit Flaggen der teilnehmenden Nationen geschmückt.